# Stoffübergangskoeffizient
Der Stoffübergangskoeffizient {\displaystyle \beta } (weitere Schreibweise {\displaystyle \beta _{\mathrm {c} }}, im amerikanischen Sprachraum auch {\displaystyle k_{\mathrm {c} }}) ist ein Maß für einen pro Fläche übertragenen Volumenstrom. Er hängt von der Austauschfläche, dem Konzentrationsgradienten und dem Stoffmengenstrom ab.

## Definition
Der Stoffübergangskoeffizient {\displaystyle \beta } ist eine Diffusionsgeschwindigkeitskonstante, die aus dem Stoffmengenstrom, der Stoffübertragungsfläche und der Konzentrationsdifferenz als Triebkraft berechnet werden kann
{\displaystyle \beta ={\frac {{\dot {n}}_{\mathrm {A} }}{A\Delta c_{\mathrm {A} }}}}
mit:
- {\displaystyle {\dot {n}}_{\mathrm {A} }}:  Stoffmengenstrom in mol/s
- {\displaystyle A}:  effektive Stoffübertragungsfläche in m2
- {\displaystyle \Delta c_{\mathrm {A} }}: Konzentrationsdifferenz in mol/m3.

Die Einheit von {\displaystyle \beta } entspricht einem Volumenstrom durch ein Oberflächenelement {\displaystyle \mathrm {m^{3}/(s\cdot m^{2})} } oder gekürzt {\displaystyle \mathrm {m/s} }.

## Weitere Ausdrucksformen

### Mittlerer Stoffübergangskoeffizient
Für eine ebene Platte (normal zur {\displaystyle y}-Achse) ist die Änderung des Konzentrationsprofils in der dünnen wandnahen Grenzschicht groß im Verhältnis zu den übrigen Koordinatenachsen. Dann genügt es nur die Diffusion in {\displaystyle y}-Richtung zu betrachten und es ergibt sich ein mittlerer Stoffübertragungskoeffizient 
{\displaystyle \beta _{\mathrm {m} }={\frac {1}{L}}\int _{0}^{L}\beta _{\mathrm {lokal} }\mathrm {d} x}
entlang der charakteristischen Länge {\displaystyle L}.
Bei dünnen Grenzschichten ist diese Argumentation auch auf andere Geometrien übertragbar.

### Verhältnis aus tatsächlichem zu diffusiven Stoffübergang
Ein Maß für den tatsächlichen Stoffübergang im Verhältnis zum rein diffusiven Stoffübergang wird durch die Sherwood-Zahl {\displaystyle {\mathit {Sh}}} ausgedrückt. Diese ist wie folgt definiert
{\displaystyle {\mathit {Sh}}={\frac {\beta L}{D}}}
mit:
- {\displaystyle L}: charakteristische Länge
- {\displaystyle D}: Diffusionskoeffizient